# Manie
Manie – wieś w Polsce położona w województwie lubelskim, w powiecie bialskim, w gminie Międzyrzec Podlaski.
Wieś była własnością starosty guzowskiego i nowomiejskiego Stanisława Opalińskiego, leżała w województwie podlaskim w 1673 roku. W latach 1975–1998 miejscowość administracyjnie należała do województwa bialskopodlaskiego.
Wieś wchodzi w skład sołectwa Manie, Przyłuki w gminie Międzyrzec Podlaski. Według Narodowego Spisu Powszechnego z roku 2011 wieś liczyła 286 mieszkańców.

## Części wsi
| SIMC    | Nazwa      | Rodzaj                          |
| ------- | ---------- | ------------------------------- |
| 1022630 | Budy       | część wsi                       |
| 1022647 | Małe Błota | część wsi (zniesiona w 2023 r.) |
| 0015875 | Nowa Wieś  | część wsi                       |
| 0015881 | Stara Wieś | część wsi                       |
| 1022720 | Syty       | część wsi                       |

## Zabytki
- cmentarz z okresu powstania listopadowego 1831 r. -  Obiekt ten wpisany jest do rejestru zabytków województwa lubelskiego.
- kościół parafialny pod wezwaniem Matki Boskiej Nieustającej Pomocy
- kapliczka z 1851 r.
- krzyż z 1942 r.

## Bitwa na polach Manie i Rogoźnica
Bitwa stoczona 29 sierpnia 1831 r. na polach wsi Manie i Rogoźnica, powstańców z Moskalami. Siły polskie w liczbie ok. 20 000 żołnierzy pod dowództwem gen. Girolamo Ramorino stoczyły bój z rosyjską kolumną generała Grigorija Rosena w sile 11 tysięcy żołnierzy. Zakończona zwycięstwem sił powstańczych, okupiona niestety stratami na skutek niekonsekwencji dowódców. Ignacy Prądzyński pisze, że sukces w tym rejonie mógłby być większy i zniesienie gen. Rosena pewne, gdyby nie samowola dowodzącego polskimi oddziałami gen. Romarino.